# Cathédrale San Donato d'Arezzo
Pour les articles homonymes, voir Église San Donato.
La Cathédrale San Donato (Cattedrale di San Donato) est le Duomo de la ville toscane d'Arezzo.

## Histoire
En 1203, le pape Innocent III ordonne le transfert intra muros de la cathédrale érigée au col de Pionta, près de la tombe de saint Donat, lieu courant des édifices chrétiens locaux.
À partir de 1278, la construction du Duomo commence, avec des périodes d'arrêt, jusqu'en 1511.
En 1289, année de la bataille de Campaldino (qui voit la défaite des Arétins devant les Florentins), sont construites l'abside, les deux chapelles latérales et les deux arcades primitives avec une façade provisoire dans la seconde.
La cathédrale est consacrée pour célébrer la mort de l'évêque Guglielmoprima à la bataille de Campaldino, le 11 juin 1289.
La façade néo-gothique est terminée entre 1900 et 1914 sur les plans de Dante Viviani et est inaugurée à cette dernière date.
En 1796, est entreprise la construction de la chapelle de la Madonna del Conforto, projet néoclassique de Giuseppe del Rosso (en), peinte à fresque par Luigi Catani (en) et Luigi Ademollo, avec des toiles de Luigi Sabatelli et Pietro Benvenuti.
« Super hedificationem Cathedralis Ecclesiae Aretinae »

## Architecture
C'est une cathédrale gothique à trois nefs, sans transept, à cinq travées encadrées par des colonnes fasciculées et à voûte d'arêtes.
L'escalier extérieur en travertin (1525-1529) et les vitraux sont de Guillaume de Marcillat (1516-1517 et 1522-1524).
L'extérieur comporte un campanile à hautes fenêtres jumelées sur un dessin de Luigi Mercanti, construit entre 1857 et 1859. Il a remplacé celui à arcade du XVIe siècle. Le couronnement et la pointe sont ajoutés dans les années 1934-1937 sur un plan du Giuseppe Castellucci.

### Extérieur
- Vierge à l'Enfant et un saint, sculptures de Lamberti, tympan du portail latéral.

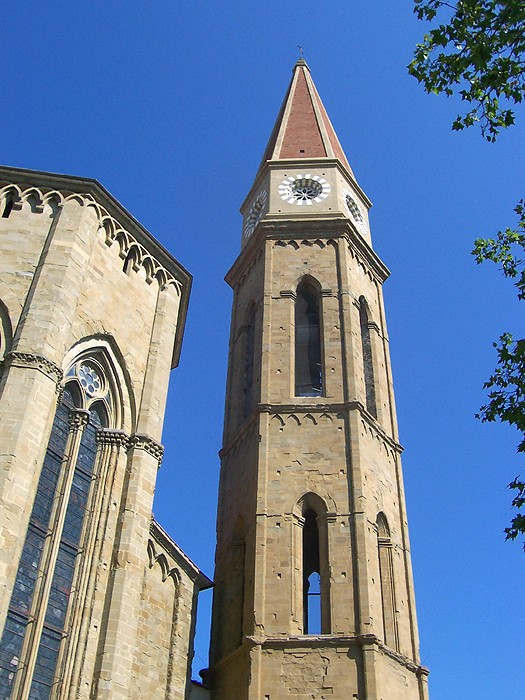
Le campanile
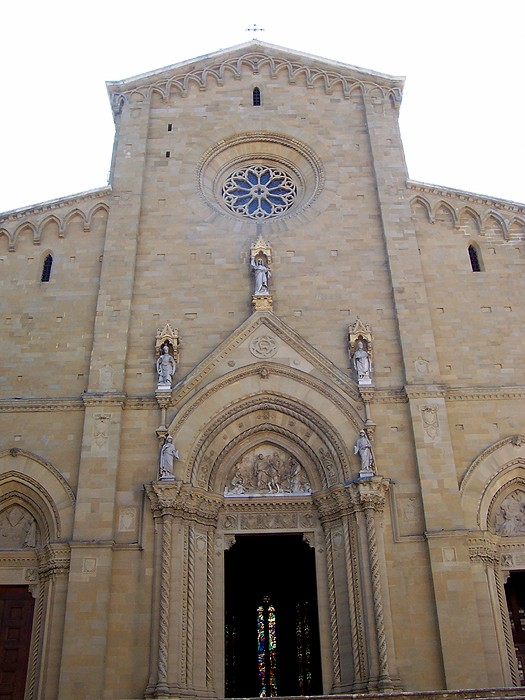
Façade frontale
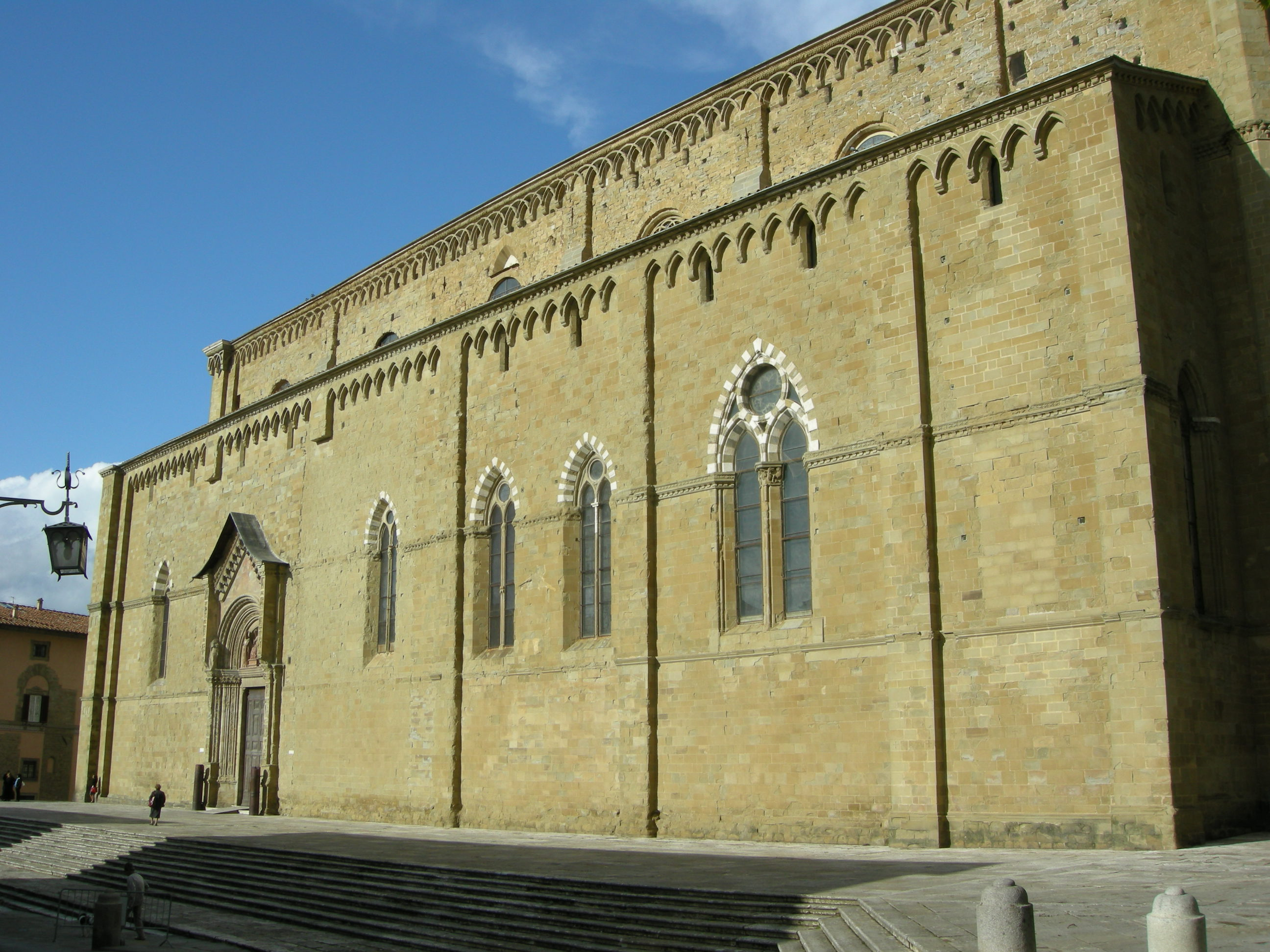
Façade latérale
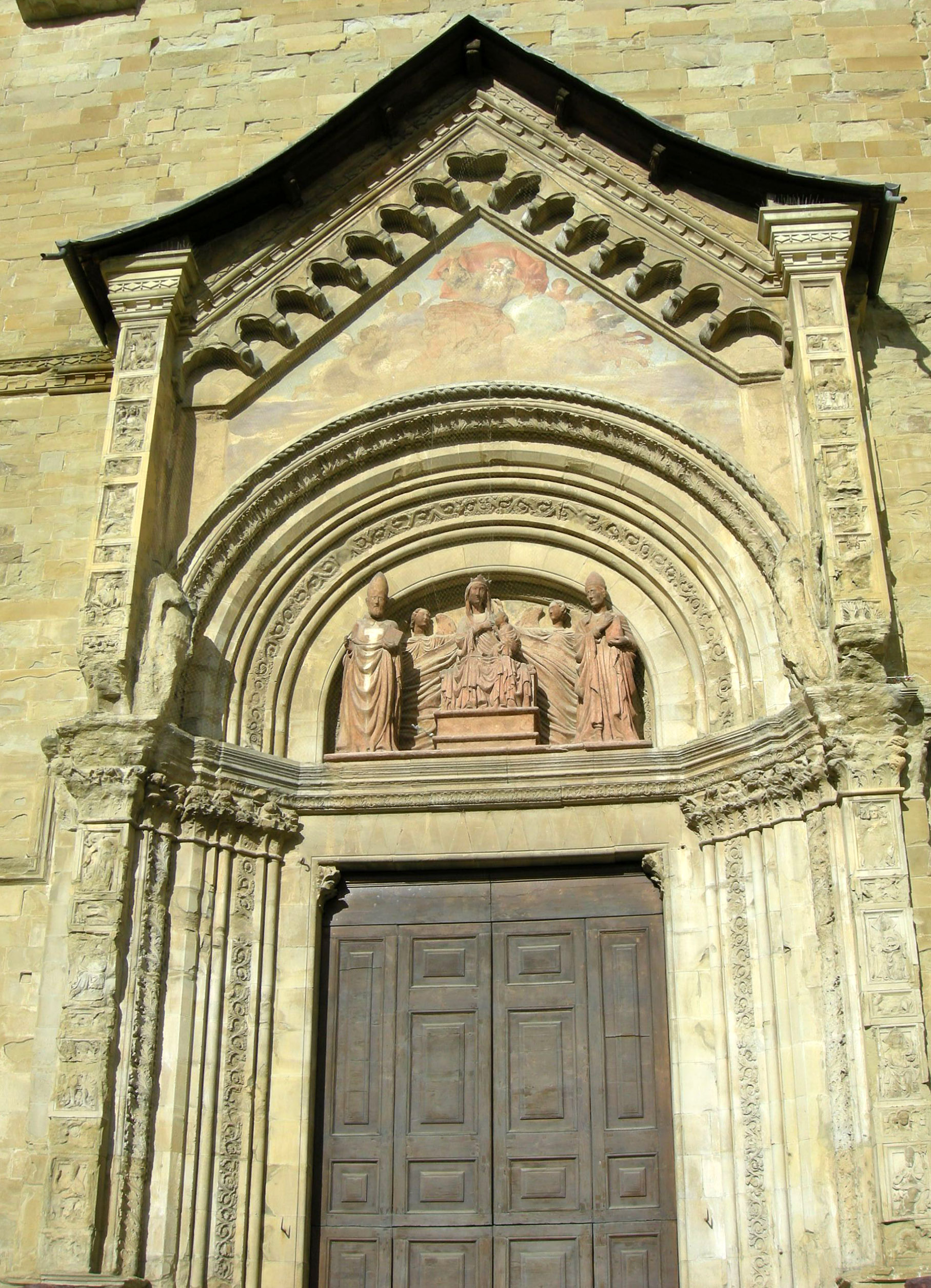
Portail latéral
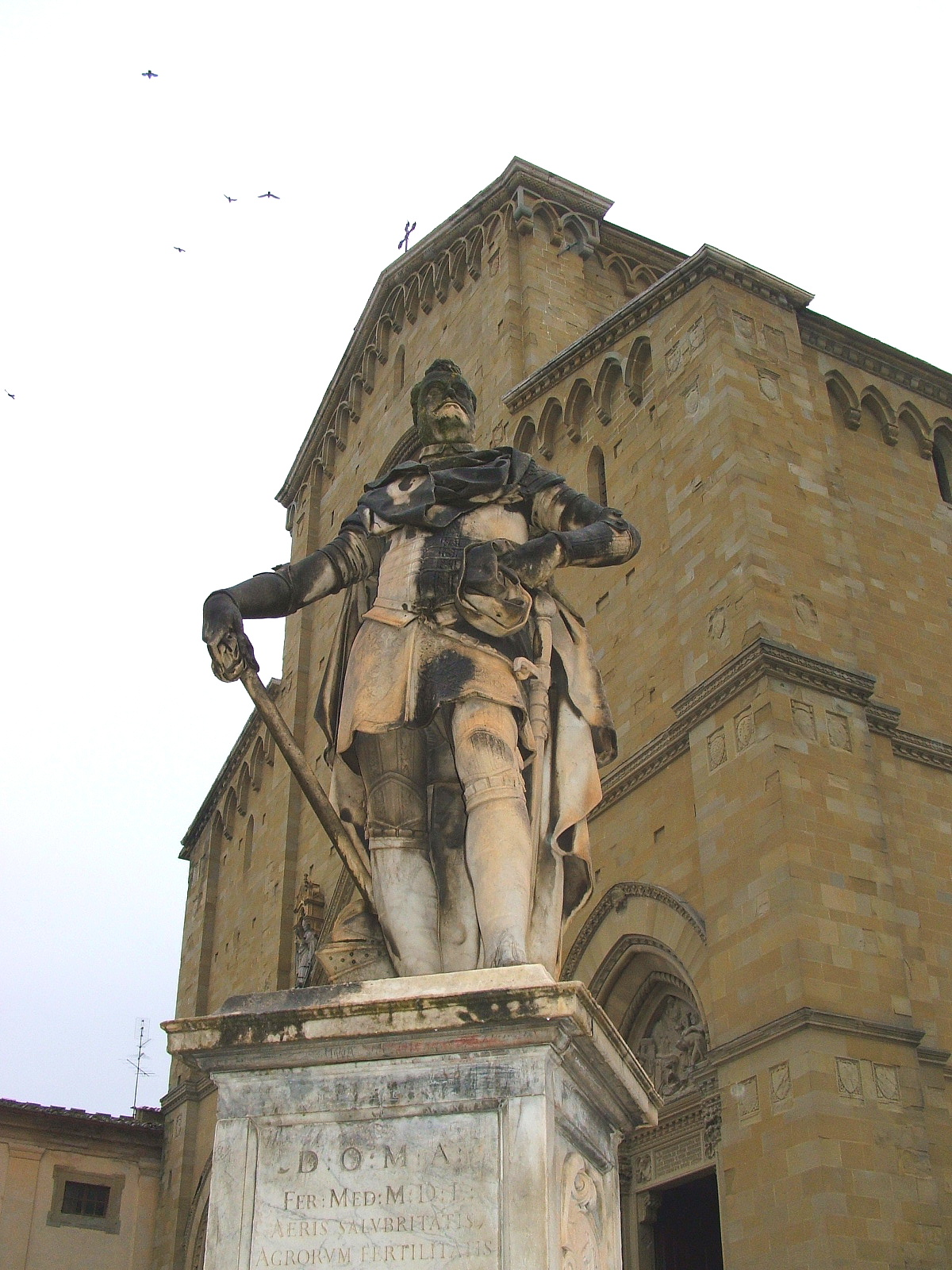
Statue de Ferdinand Ier de Médicis

### Intérieur
- Maître-autel documenté de 1362, exécuté vraisemblablement en plusieurs phases précédentes : retable en marbre, peint ensuite.
- Chœur en bois de la chapelle majeure dessiné par Giorgio Vasari en 1554.
- Arco di San Donato, le tombeau de saint Donat, patron de la ville, sous le maître-autel.
- Tombeaux du pape Grégoire X, mort à Arezzo en 1276, et de l'évêque Guido Tarlati, mort en 1327, par Agostino di Giovanni et Agnolo di Ventura (1330).

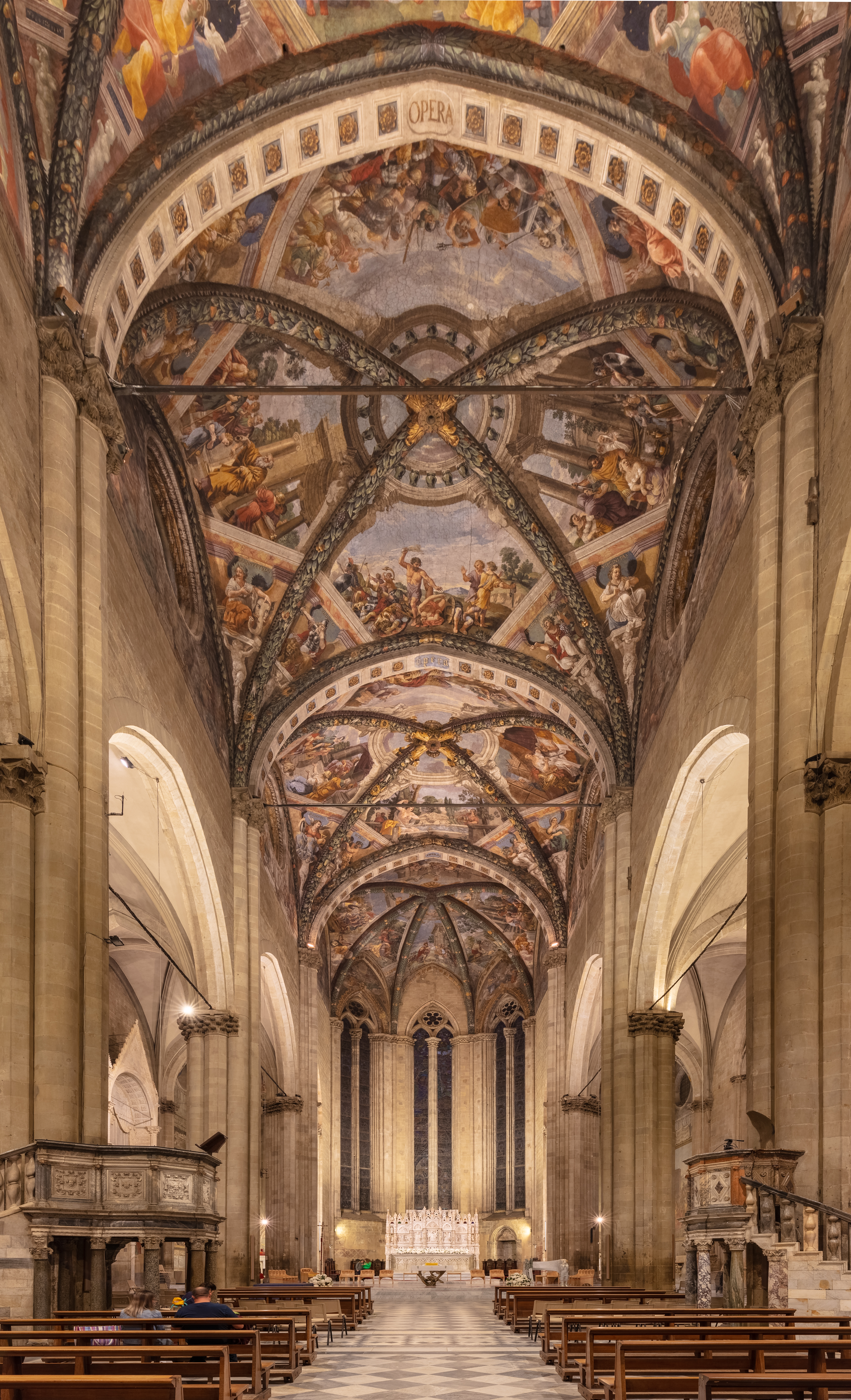
Nef et chœur
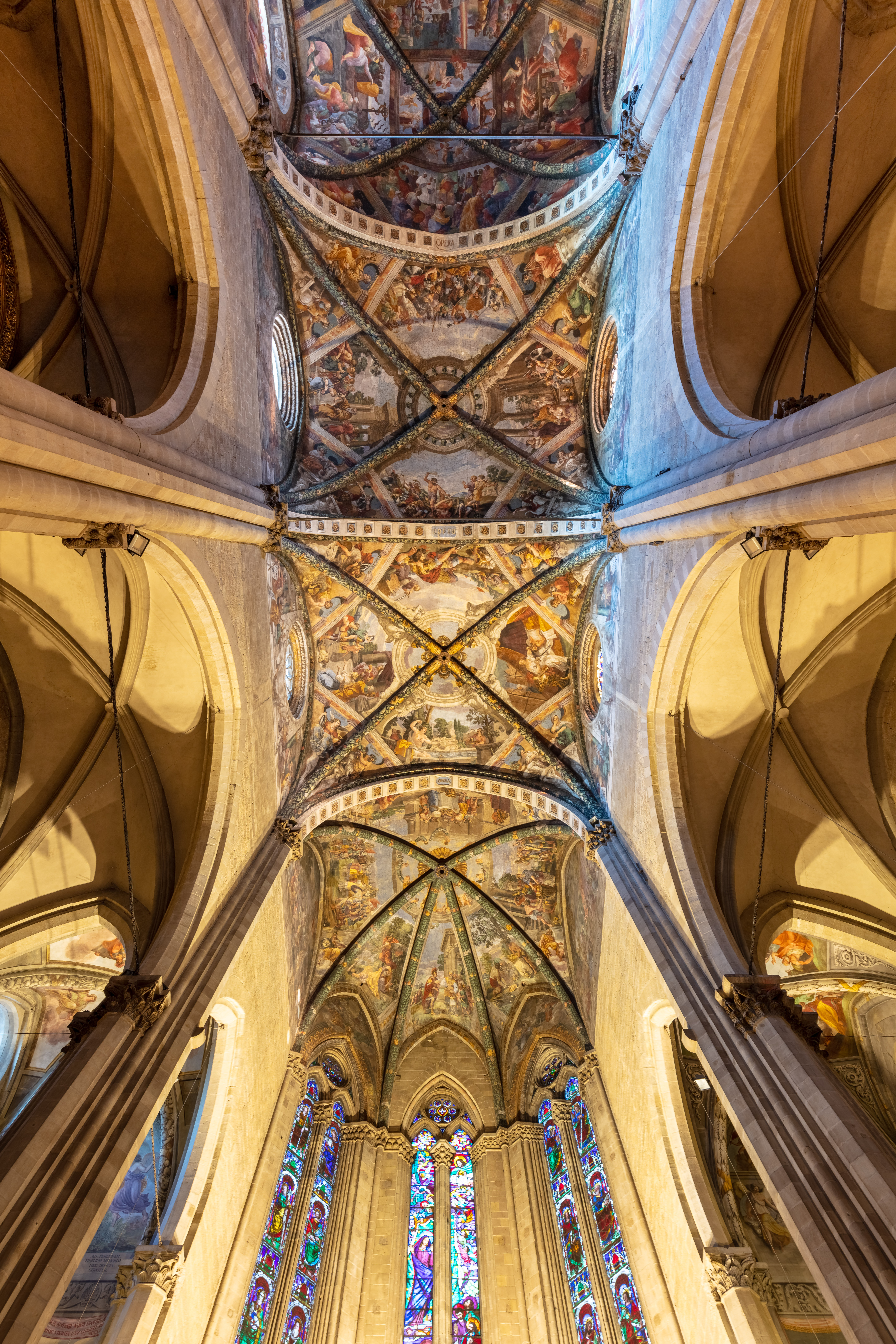
Voûte et fresques de la nef centrale
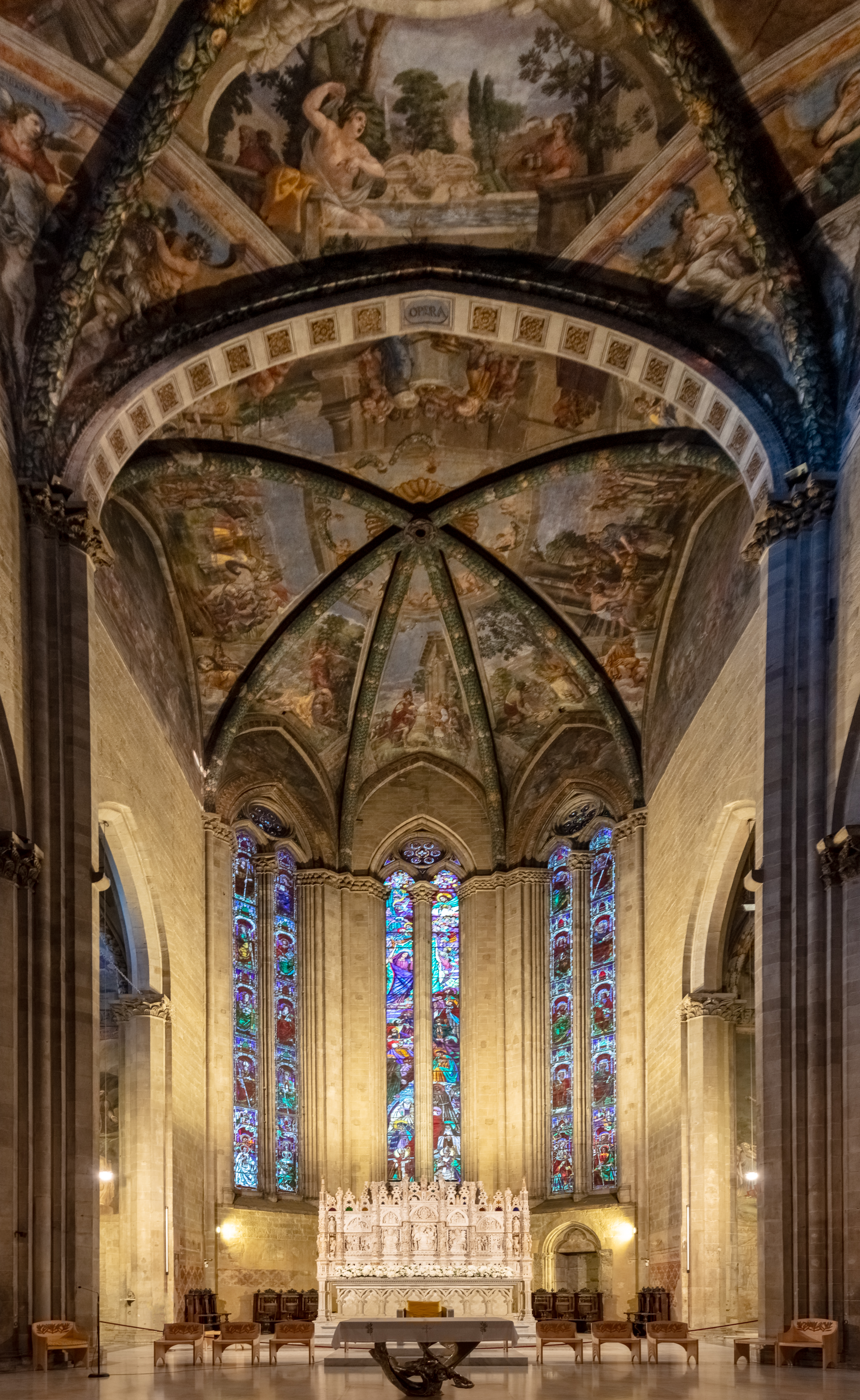
Chœur
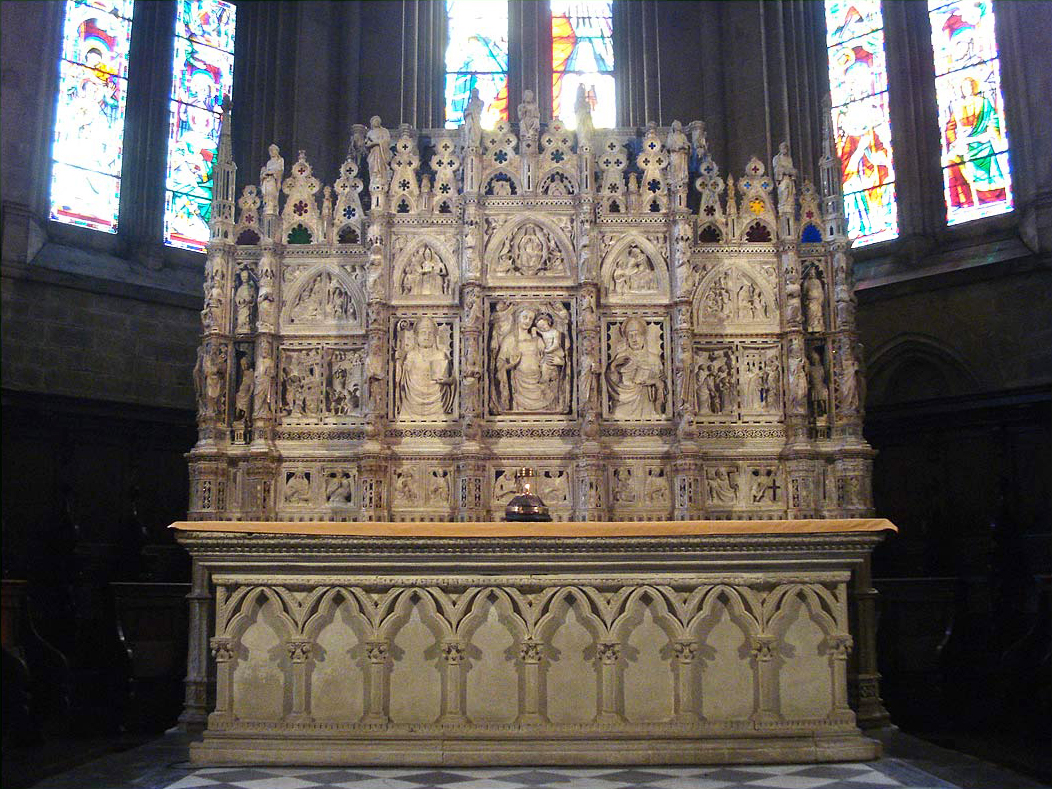
Le maître-autel, l'arche de San Donato
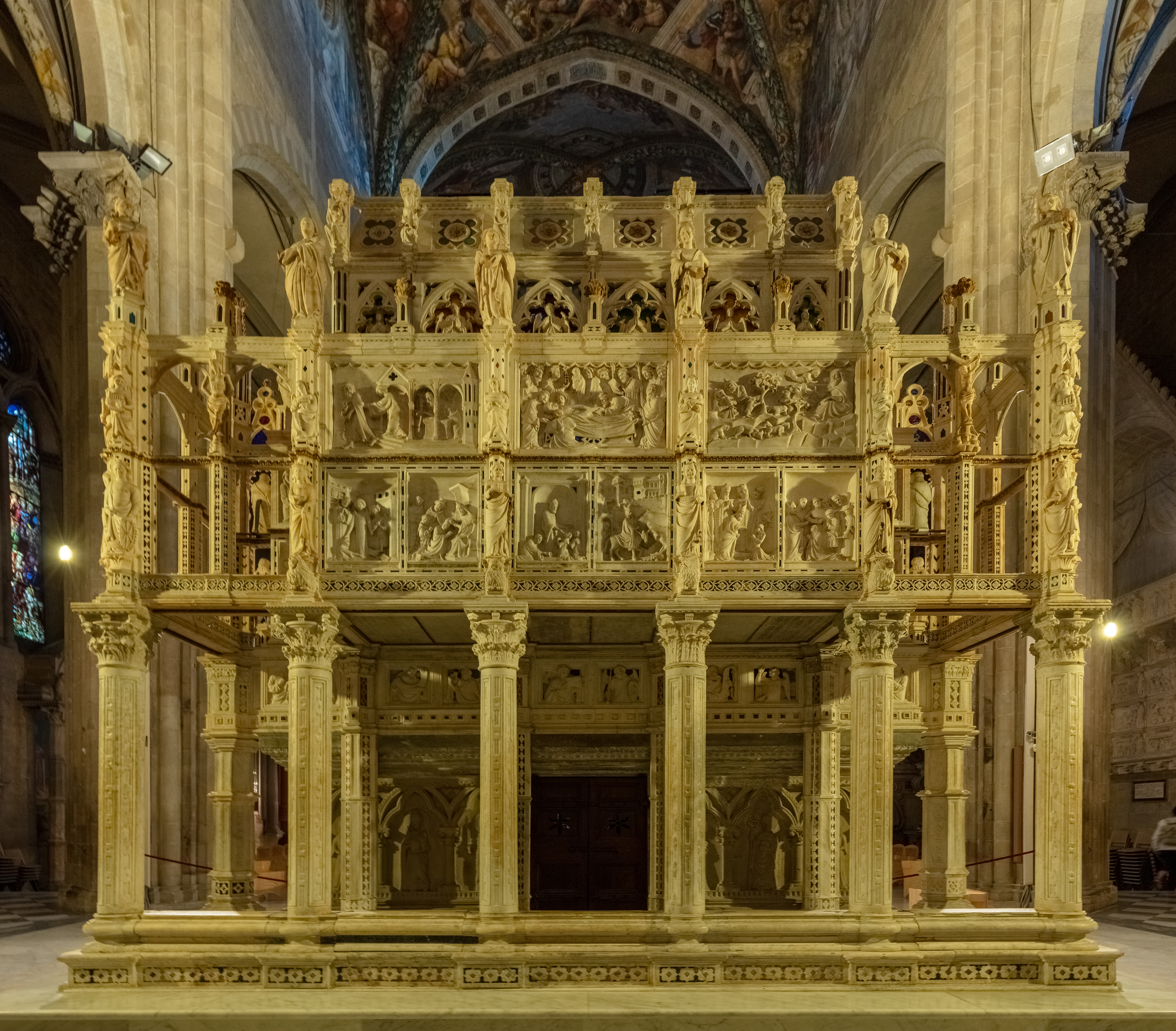
Arrière du maître-autel, la tombe saint Donat
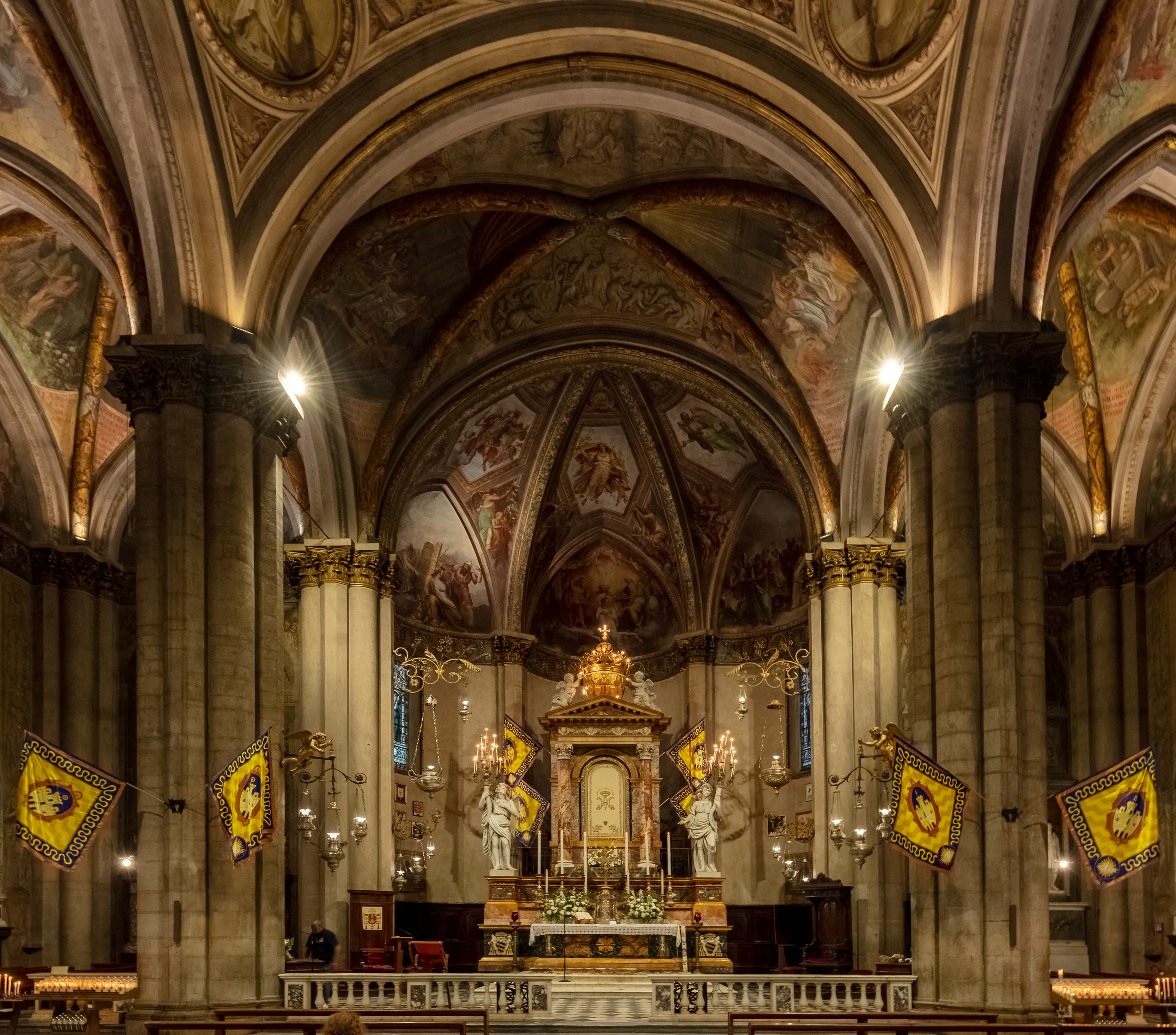
Chapelle de la Madone du Confort
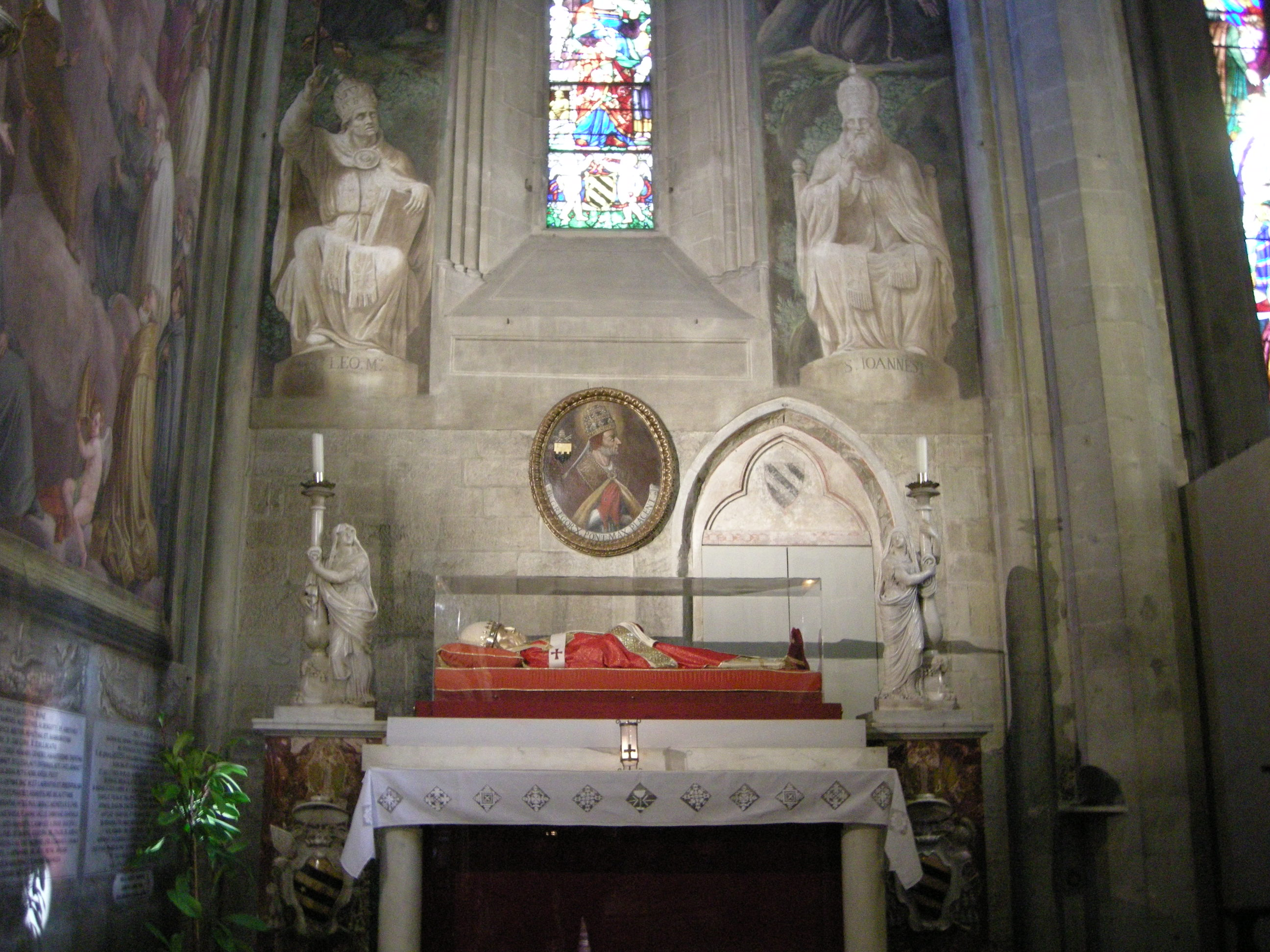
Tombe du pape Grégoire X
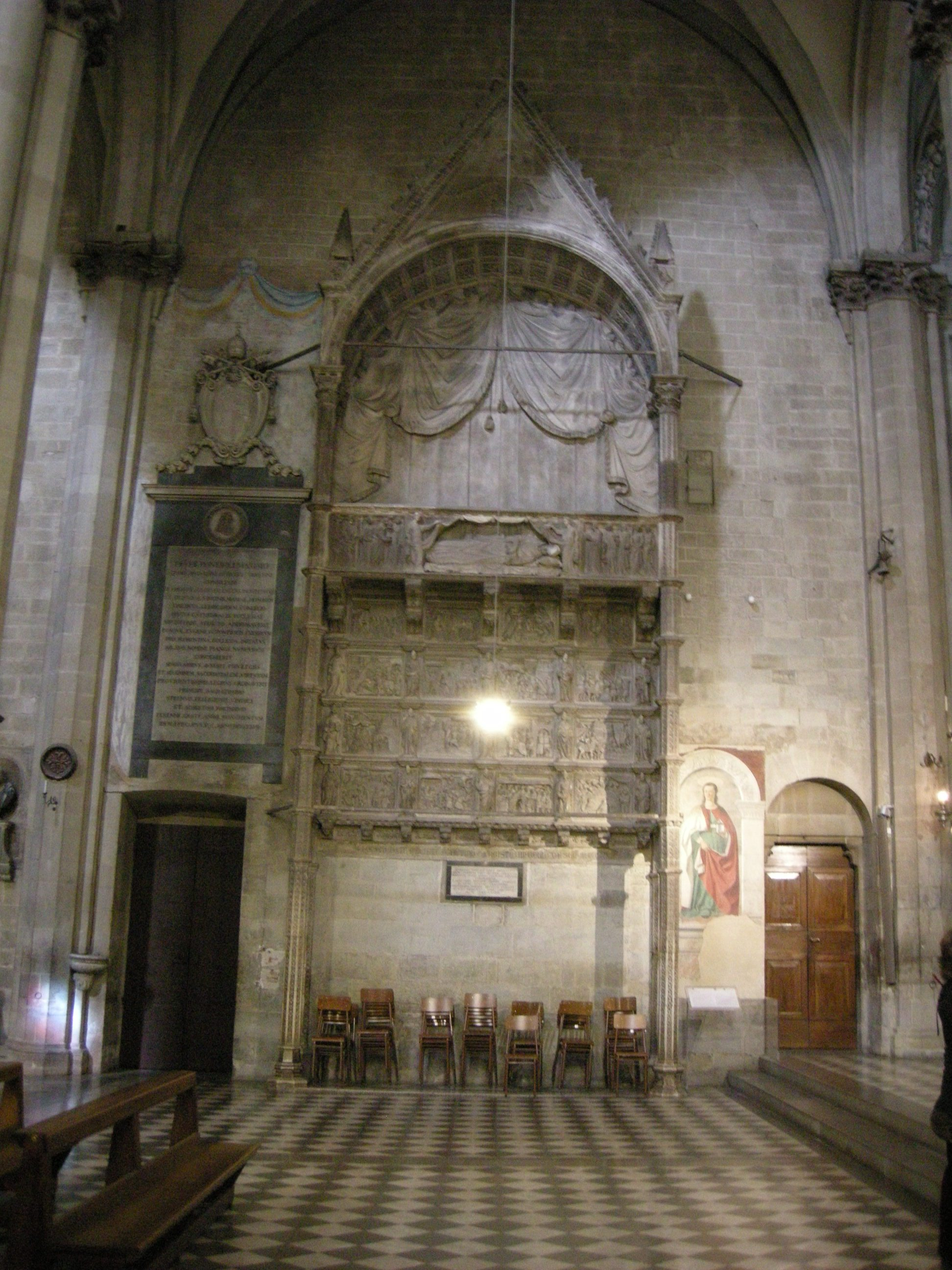
Monument funéraire de l'évêque Guido Tarlati

## Œuvres
- Fresque de la voûte et cycle de sept vitraux de Guillaume de Marcillat (1516-1517 et 1522-1524)
  - La Vocation de saint Mathieu,
  - Le Baptême du Christ,
  - Dieu chassant les marchands du temple,
  - La Femme adultère,
  -  La Résurrection de Lazare,
  -  Sainte Lucie et saint Silvestre, abside de gauche,
  - La Descente du Saint-Esprit, rosace,
- Marie Madeleine, fresque de Piero della Francesca près de la porte de la sacristie et à droite du Monument funéraire de Guido Tarlati (it).
- Madone et histoires des saints Anne, Giovacchino et Giuliano, fresques de Gregorio et Donato d'Arezzo dans la chapelle Ubertini
- Crucifixion, fresque de Bartolomeo da Siena
- Dans les sept salles du musée diocésain d'Art sacré, plus de 5 000 documents anciens des archives capitulaires, des antiphonaires enluminés et des œuvres de :
  - Margaritone : ...
  - Luca Signorelli : ...
  - Bartolomeo della Gatta : ...
- Madonna del Conforto (« Vierge du Confort »), céramique polychrome de Giuseppe del Rosso

- Buste de Francesco Redi
- Judith montre la tête d'Holpoherne de Pietro Benvenuti (1804)
- Abigaïl calme David de Luigi Sabatelli (1806)

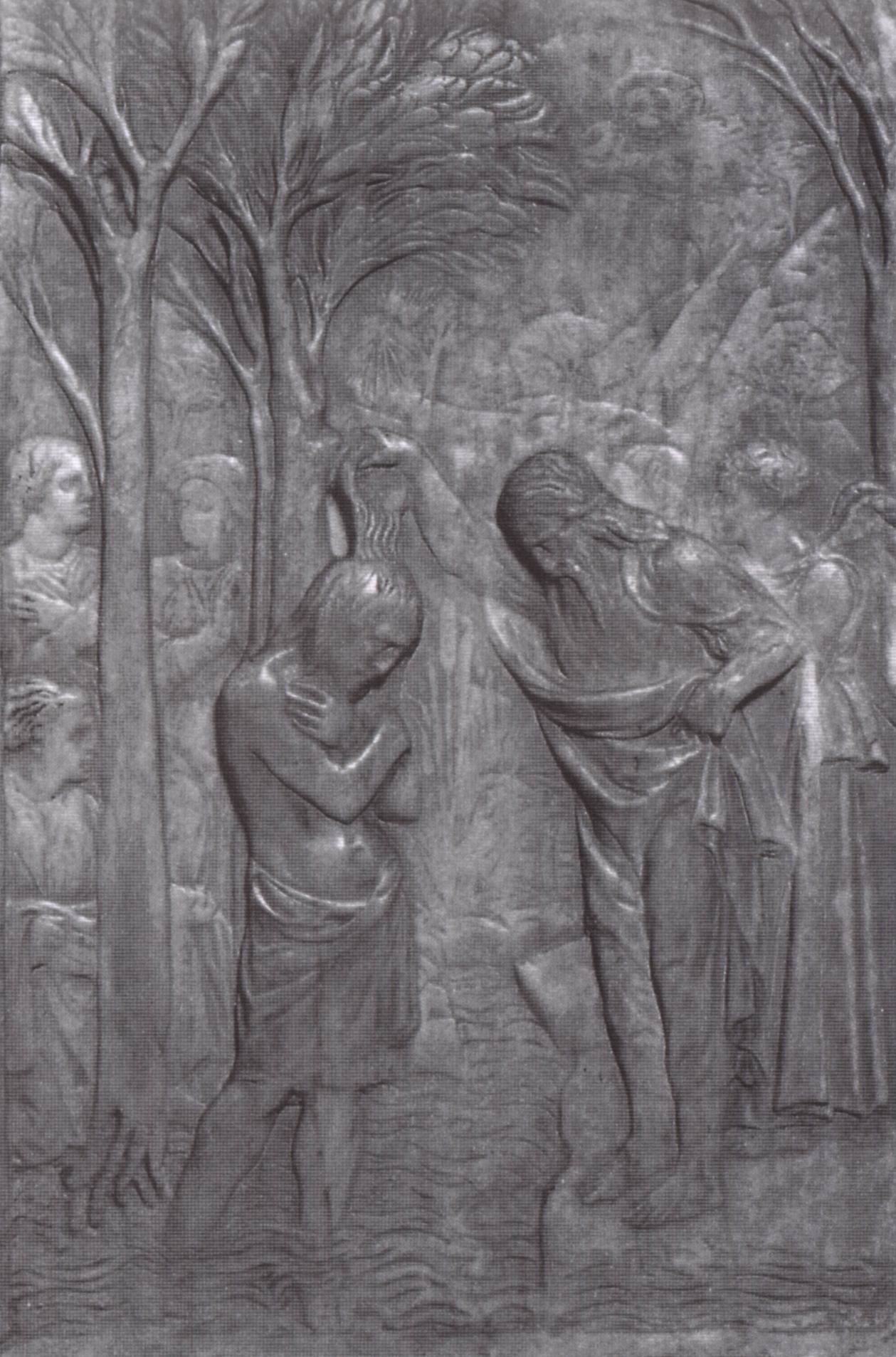
Le Baptême du Christ de Donatello
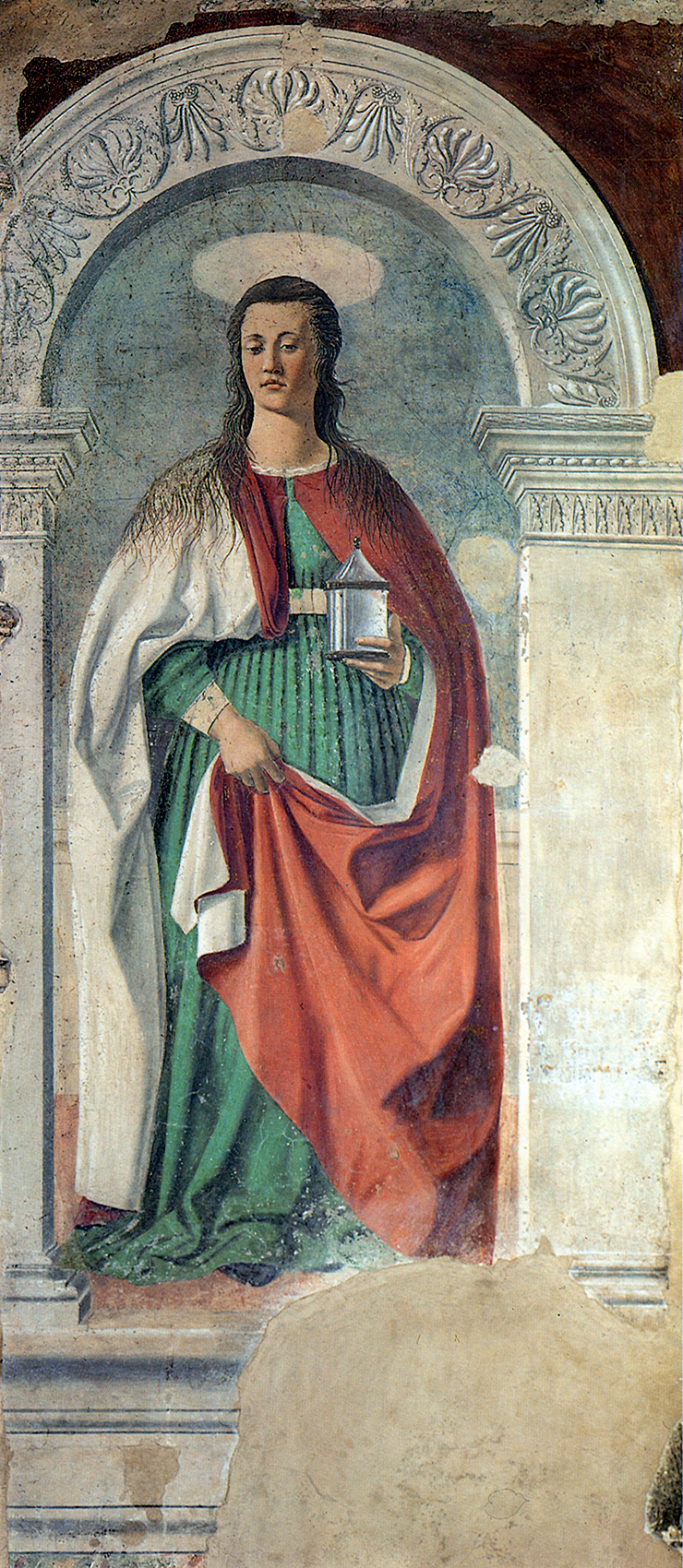
Marie Madeleine, fresque de Piero della Francesca
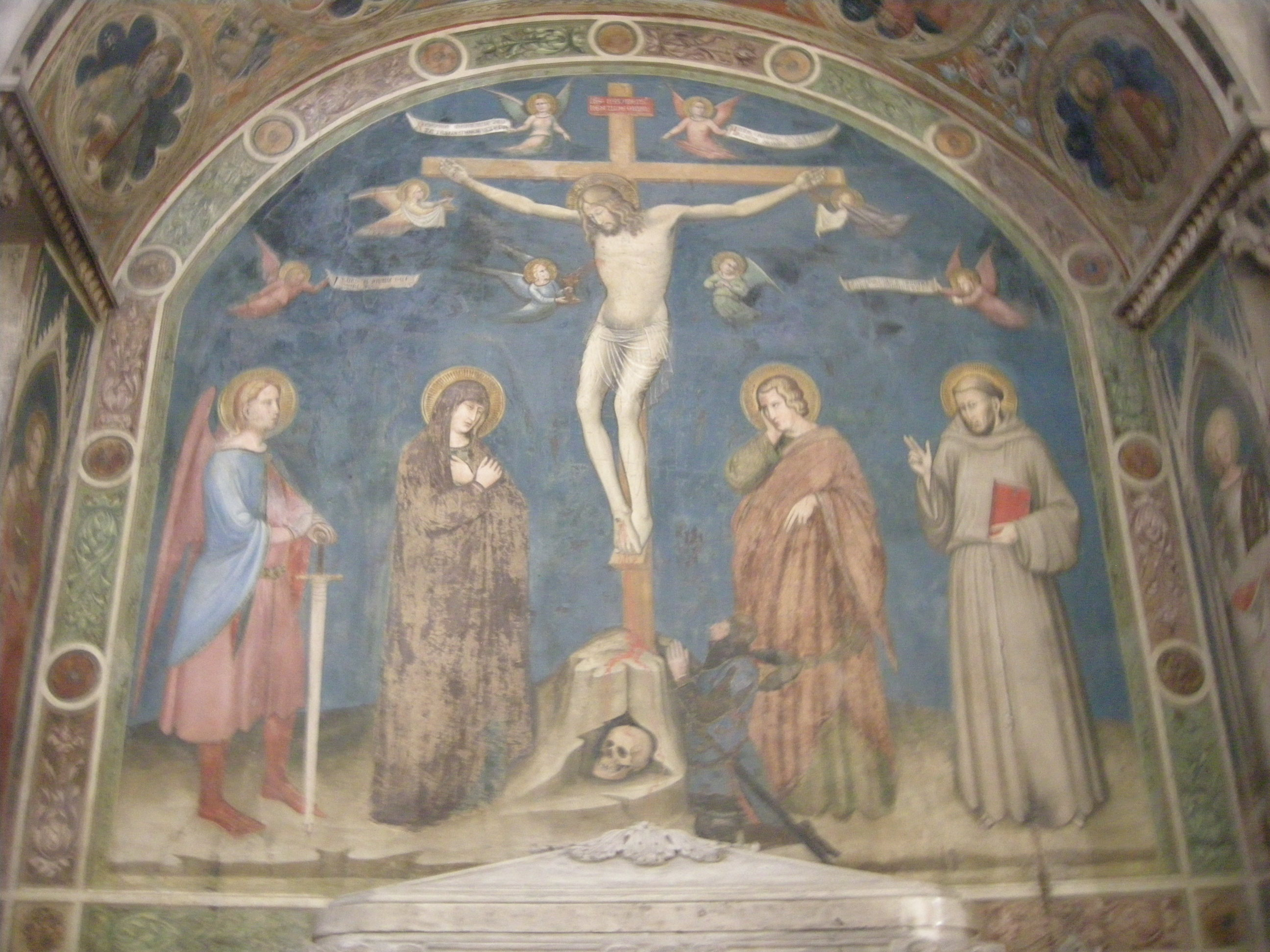
Fresque du Maître de l'Évêché
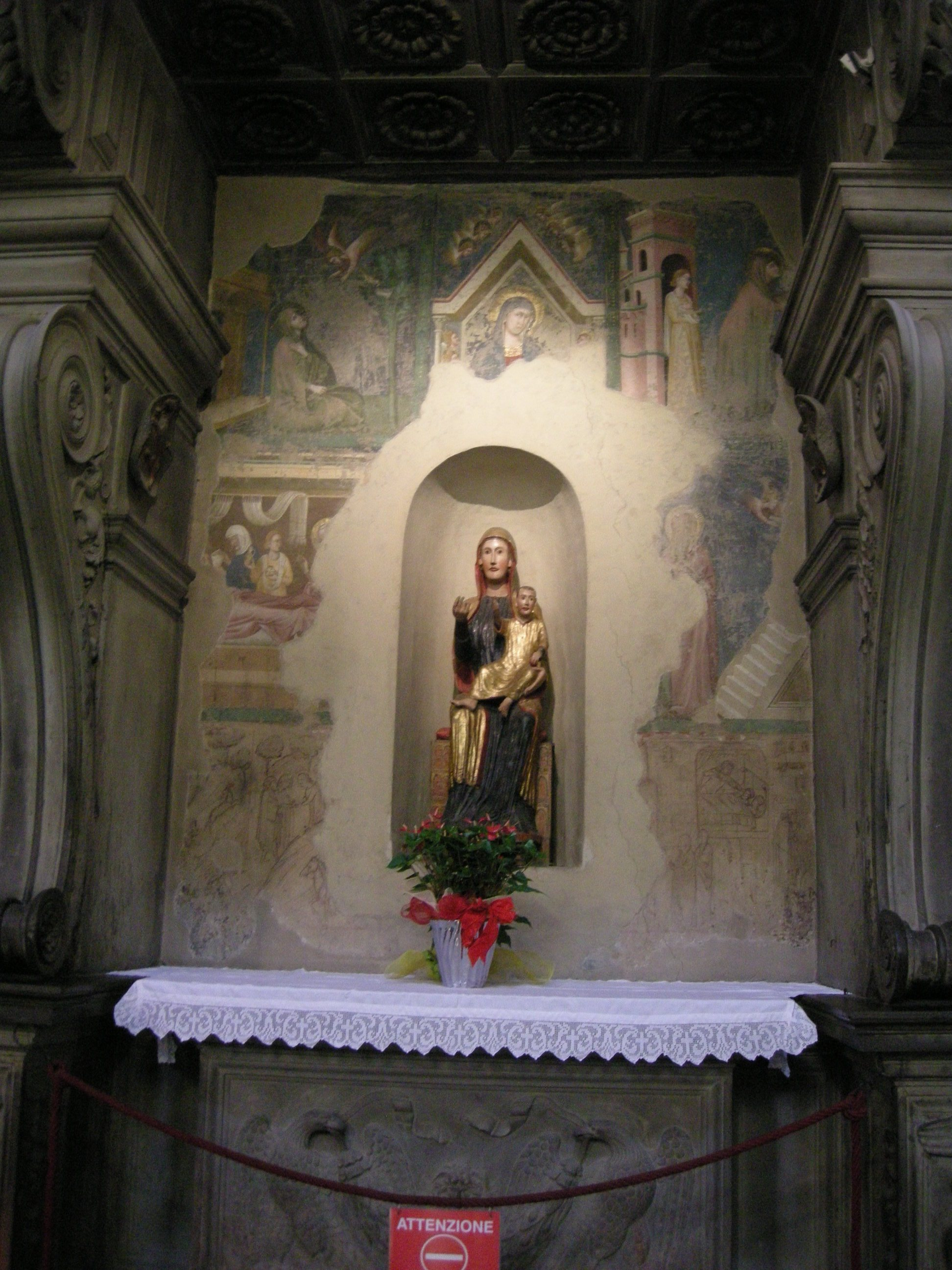
Vierge à l'Enfant, vers 1270
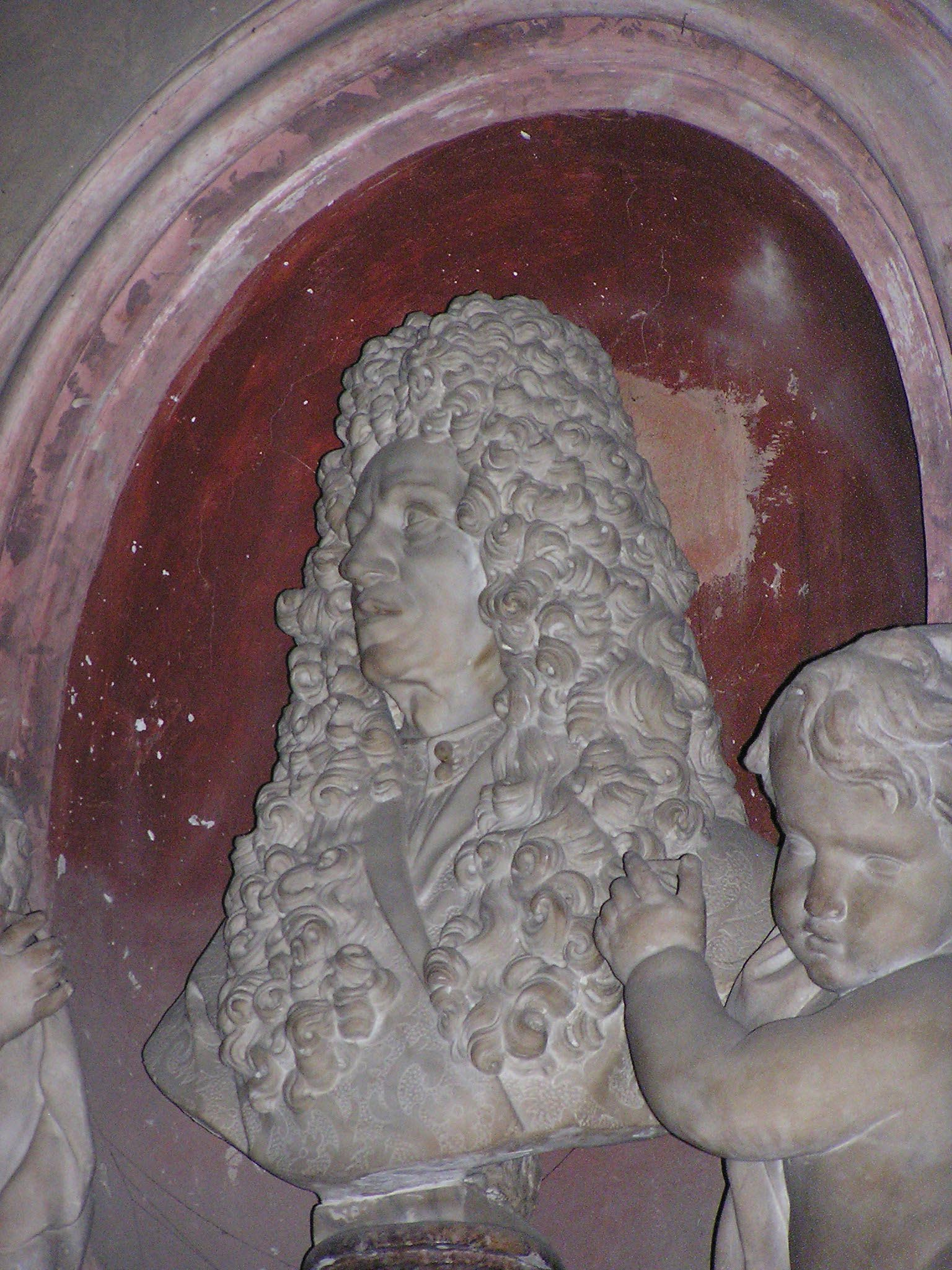
Buste de Francesco Redi

Chapelle du Confort :

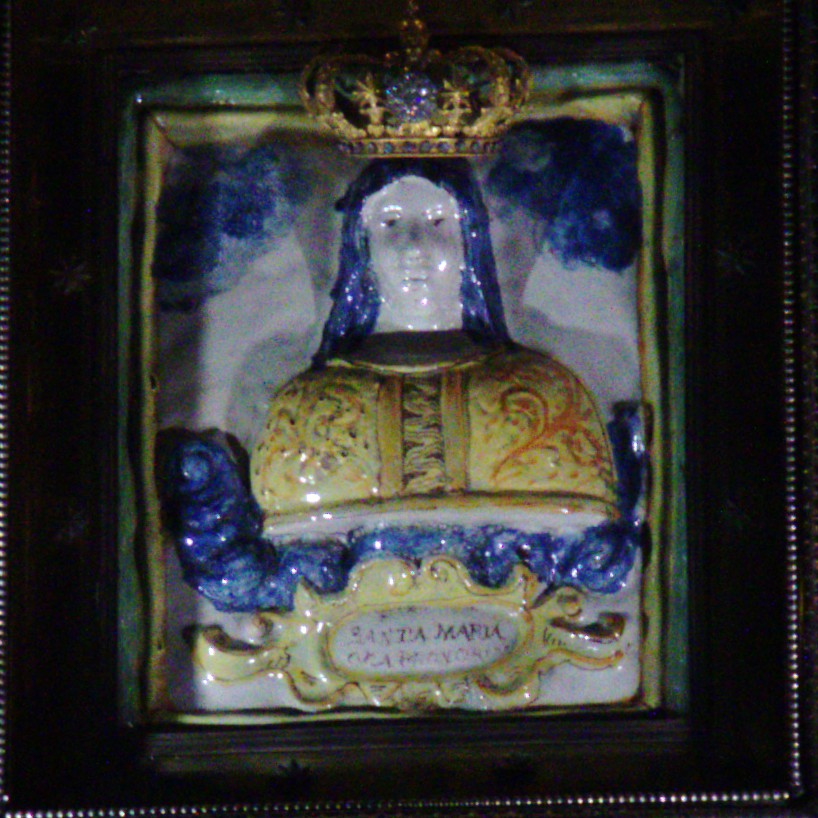
Madonna del Conforto
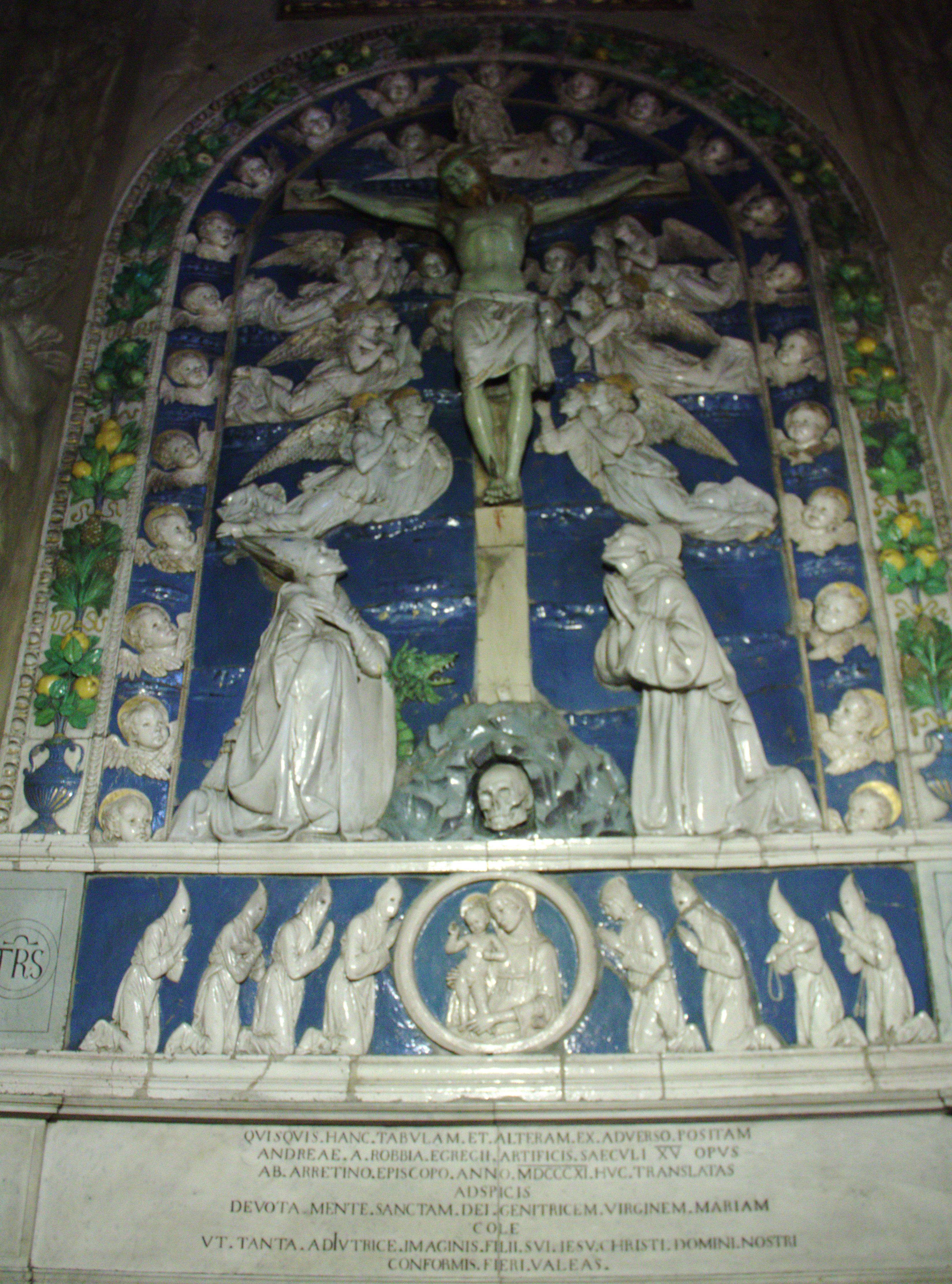
Crucifixion, atelier d'Andrea della Robbia
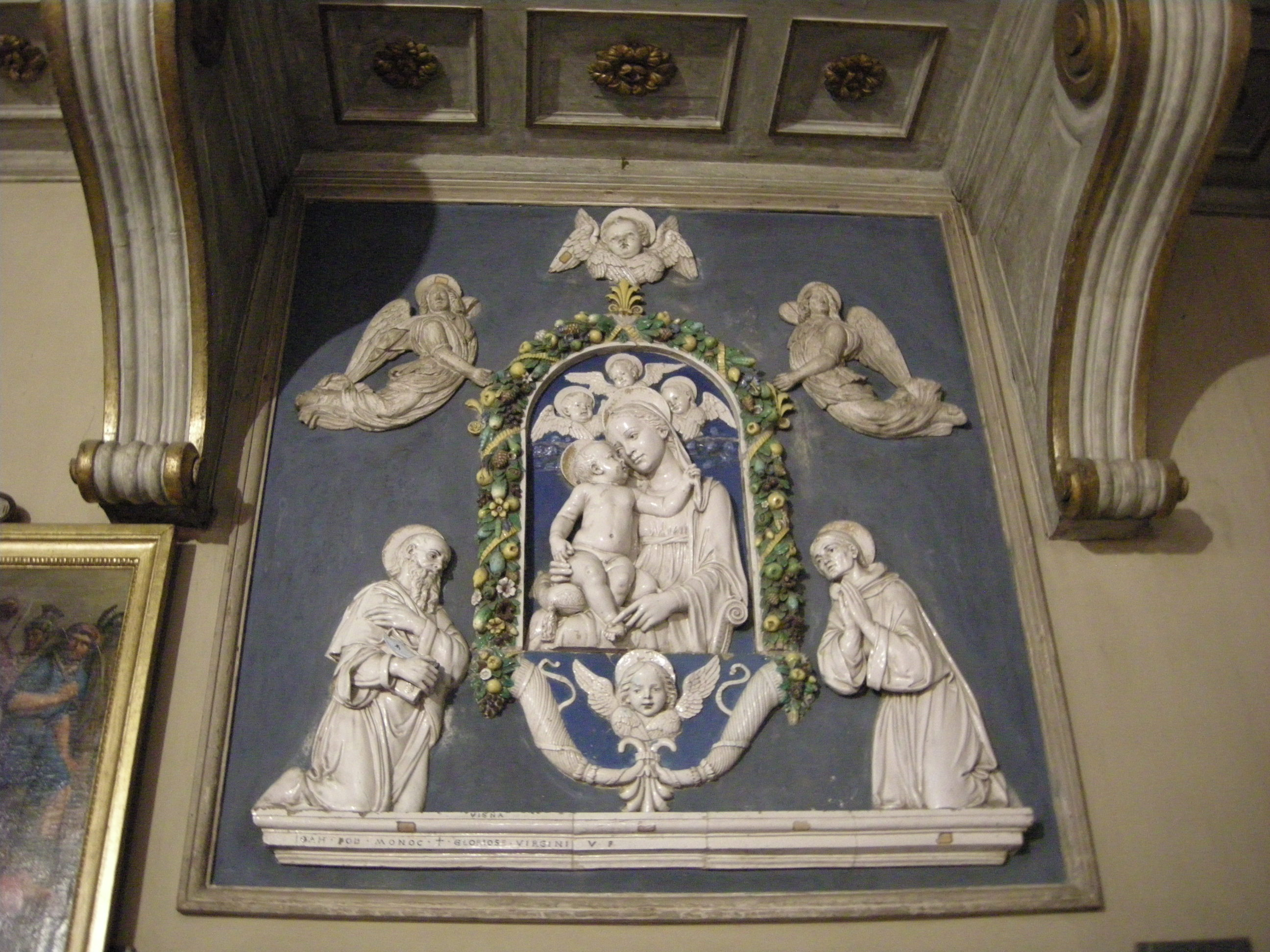
Madonna col Bambino fra i Santi Bartolomeo e Bernardino, atelier d'Andrea della Robbia
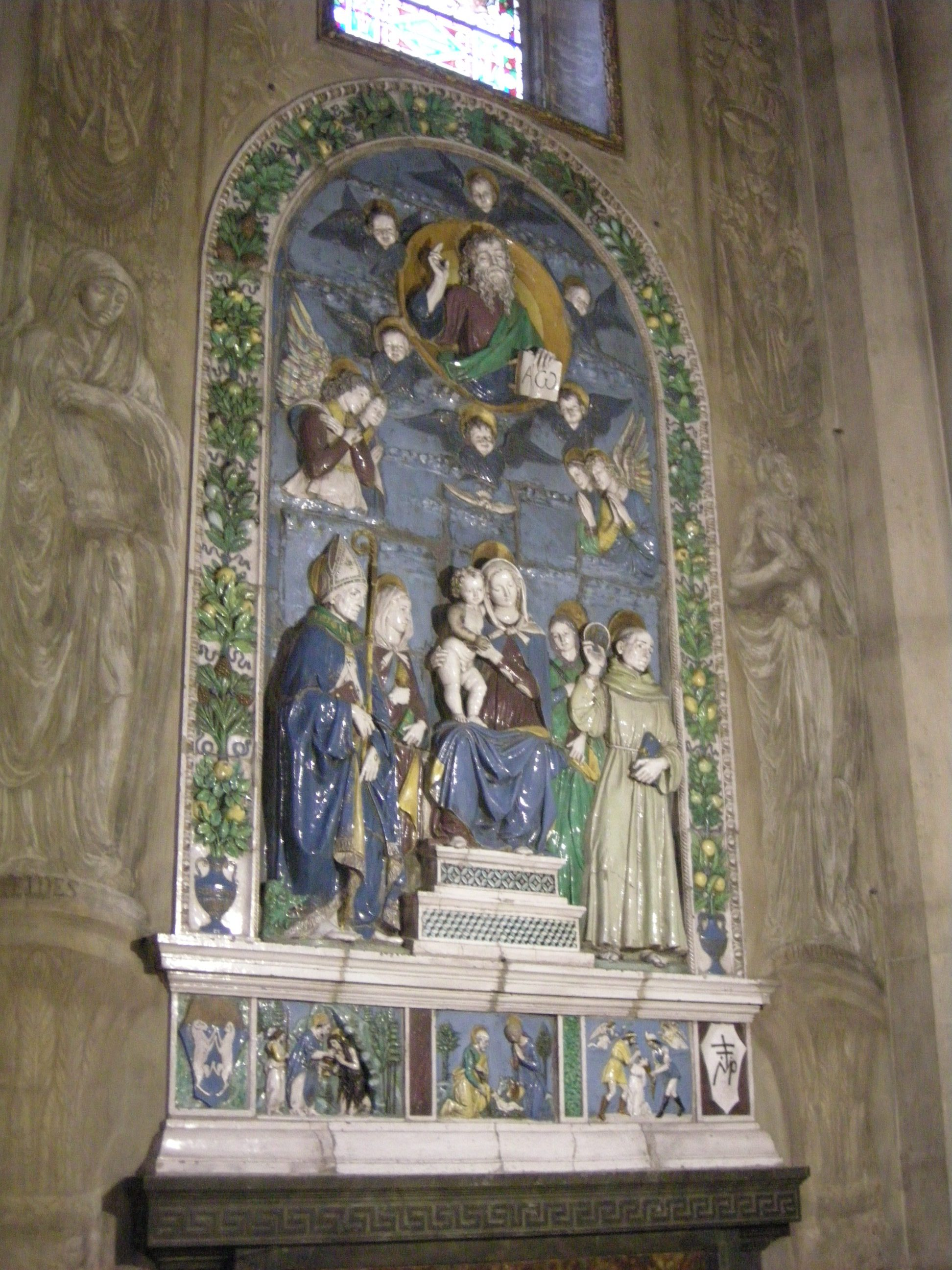
Madonna col Bambino fra i Santi Donato, Maddalena, Apollonia e Bernardino da Siena, atelier d'Andrea della Robbia
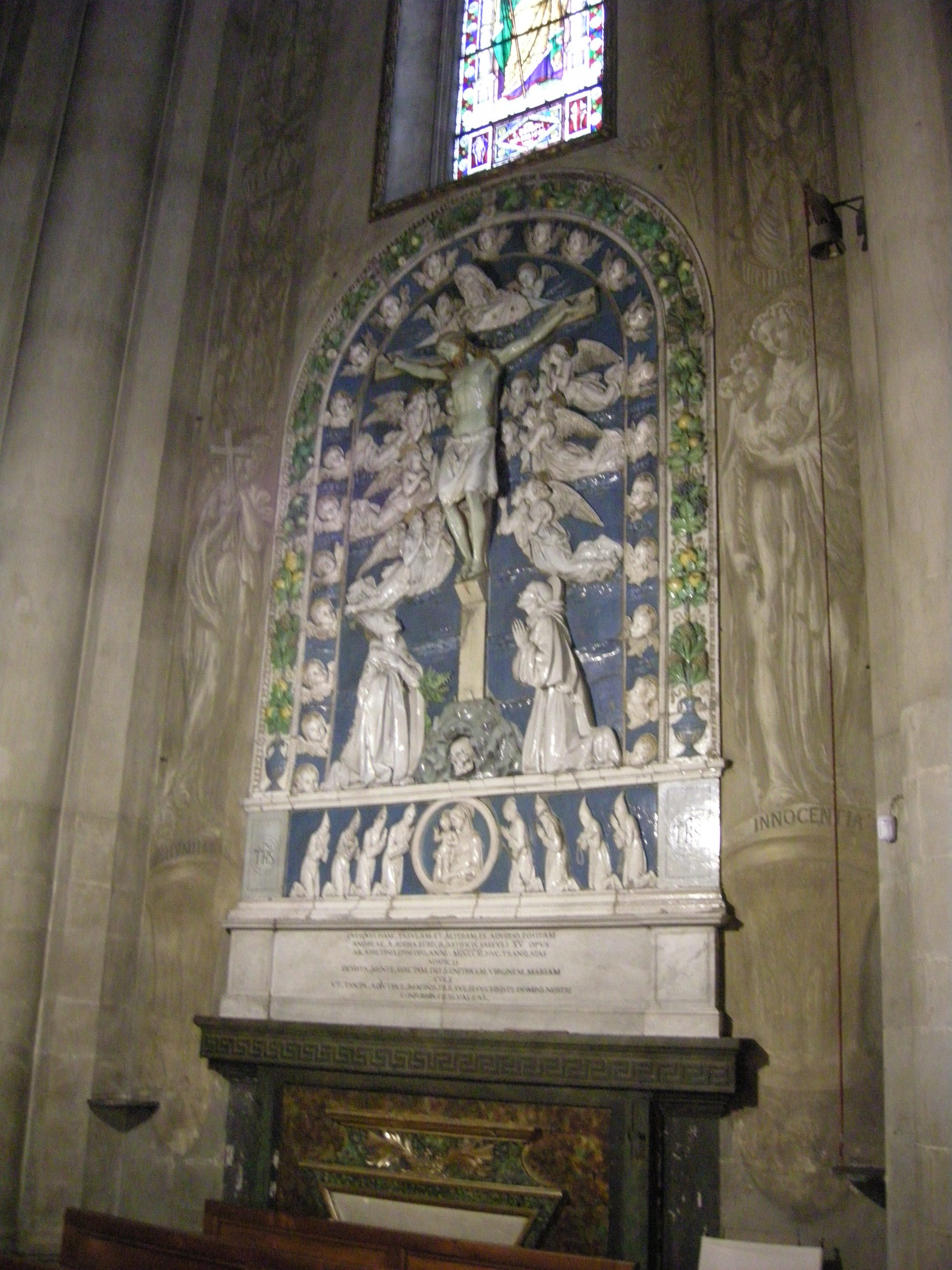
Trinità tra i Santi Bernardino e Donato, atelier d'Andrea della Robbia
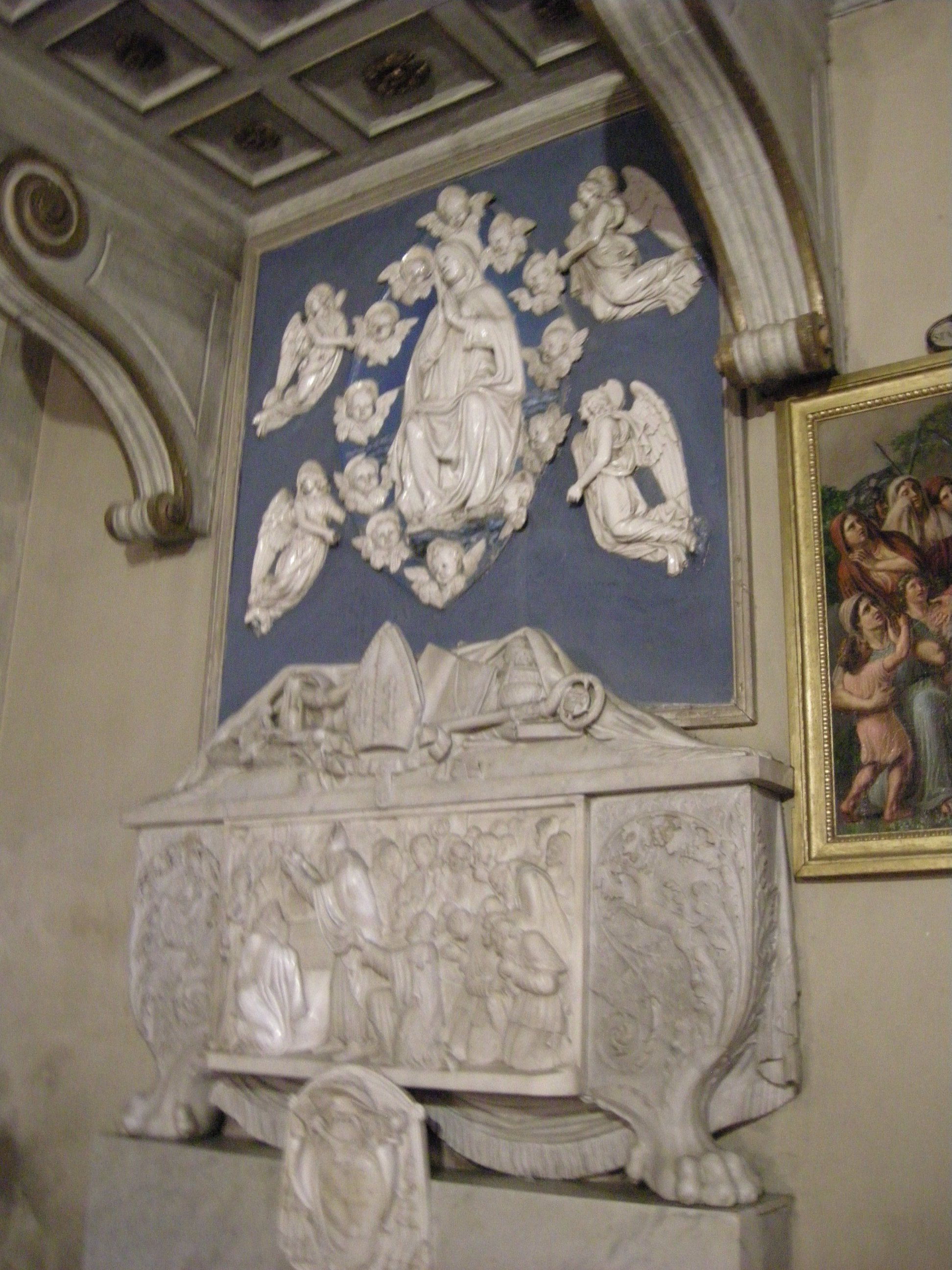
Maria Assunta in Cielo, atelier d'Andrea della Robbia

Vitraux de Guillaume de Marcillat :

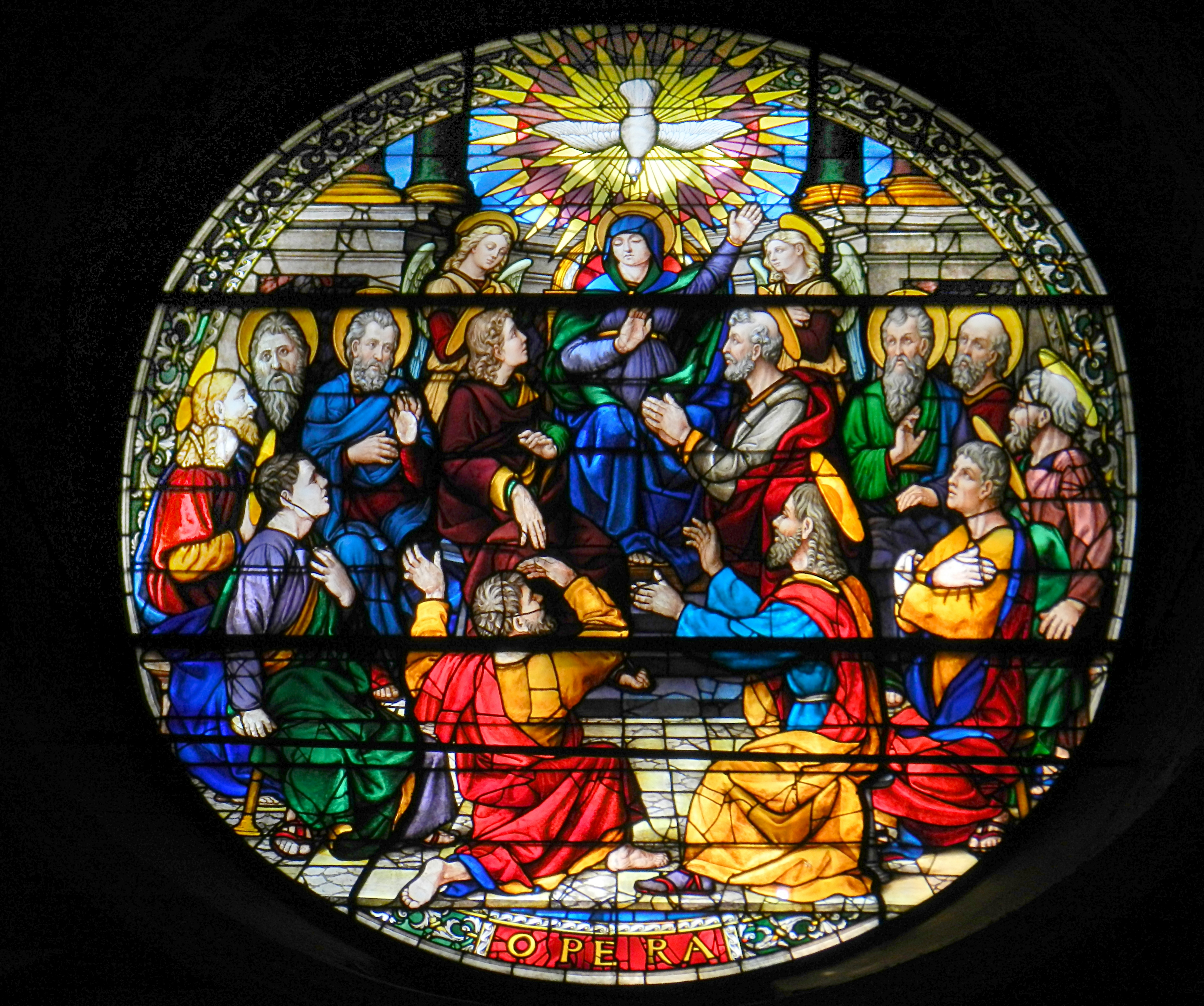
La Vierge
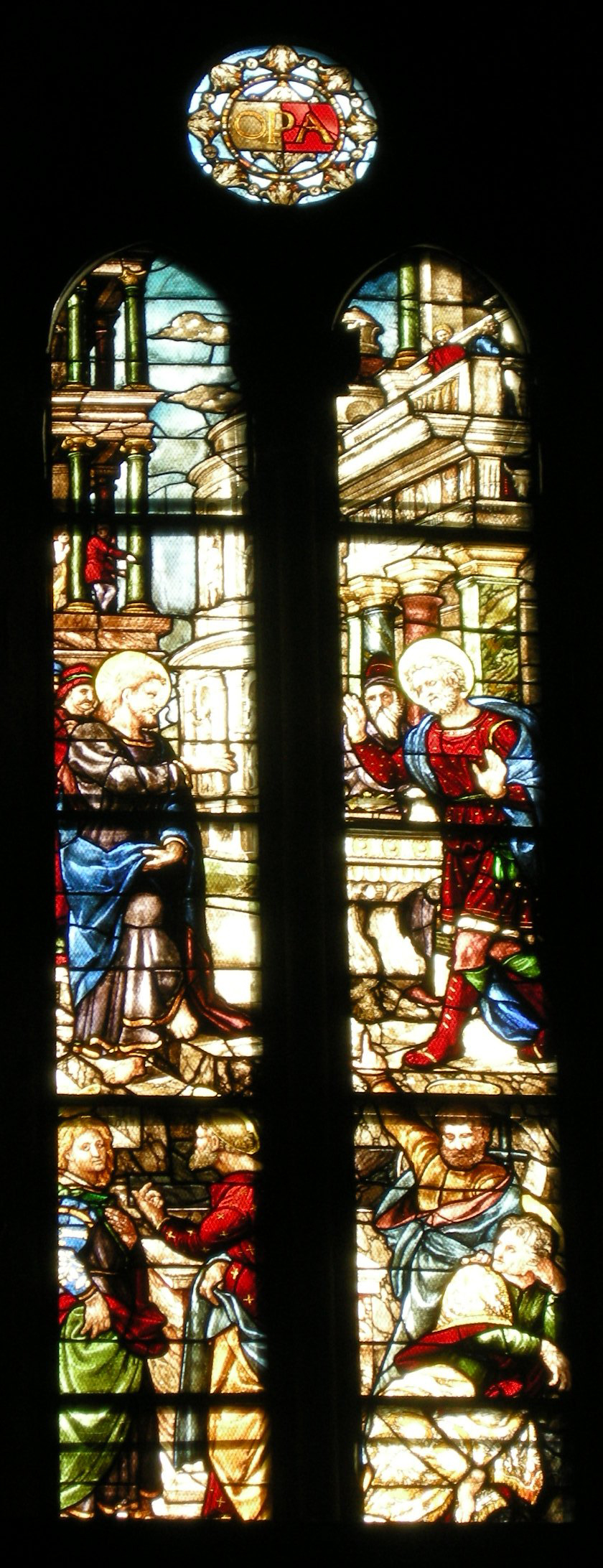
Saint Mathieu
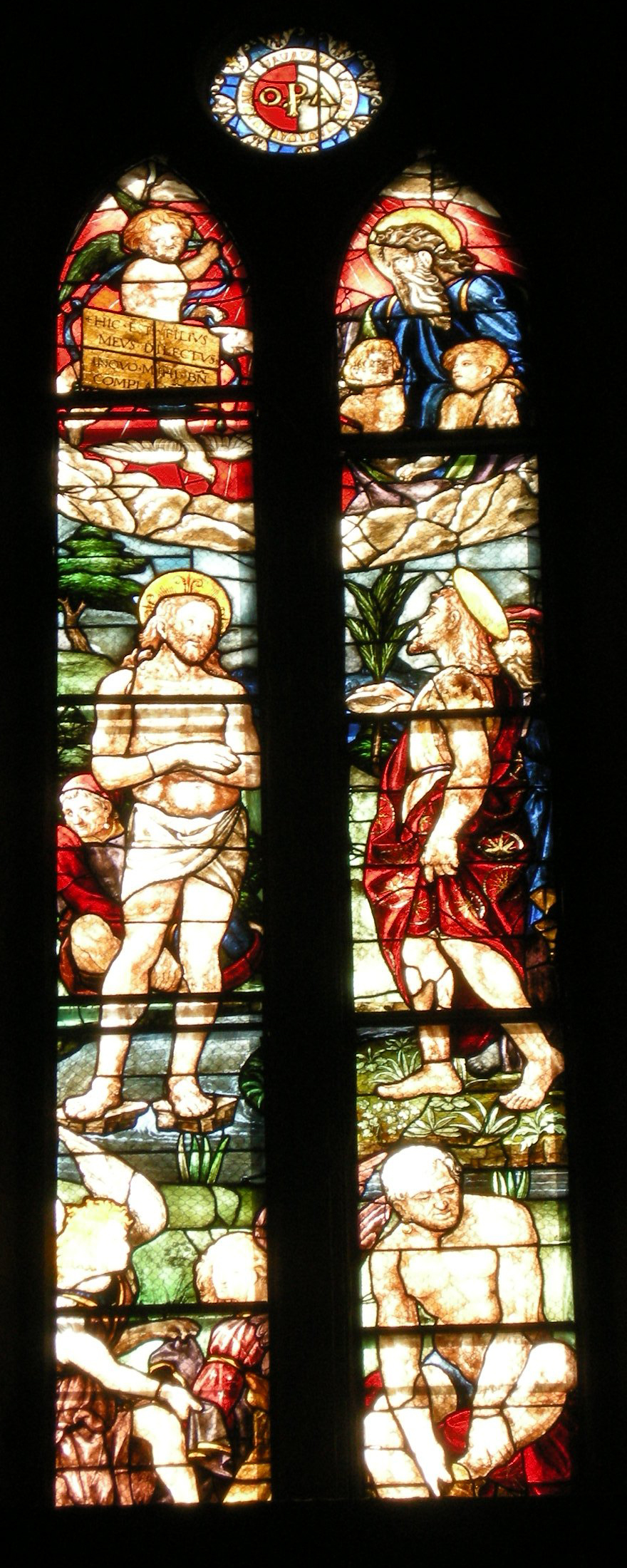
Le Baptême du Christ
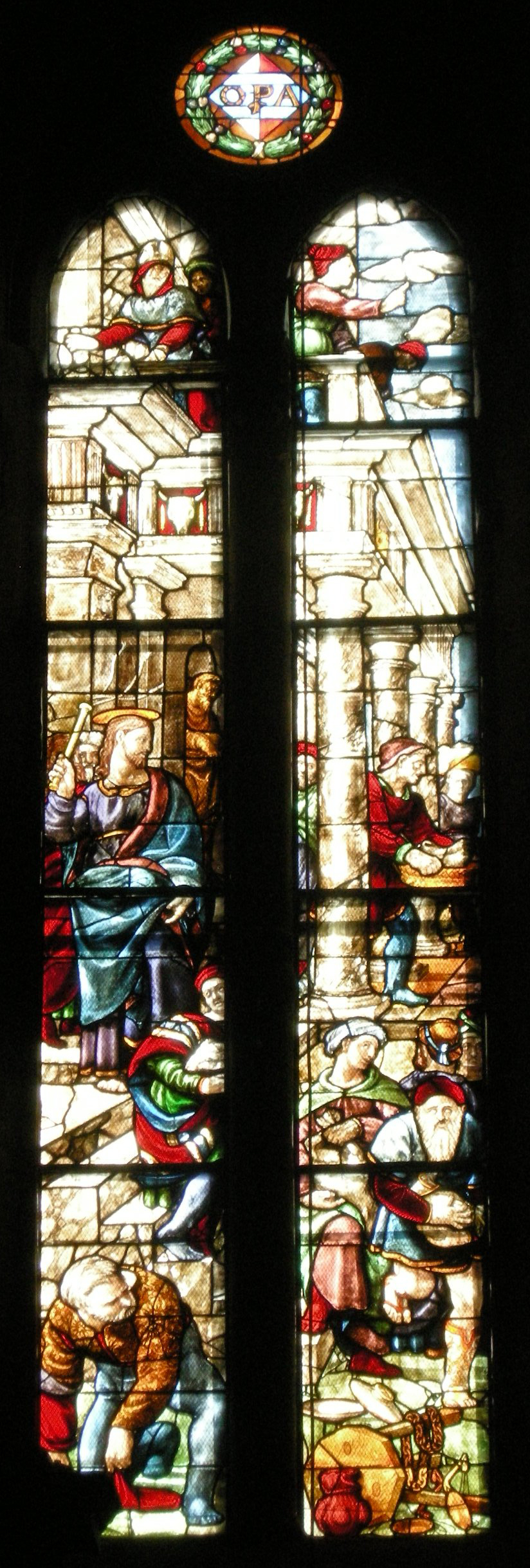
Les Marchands chassés du temple
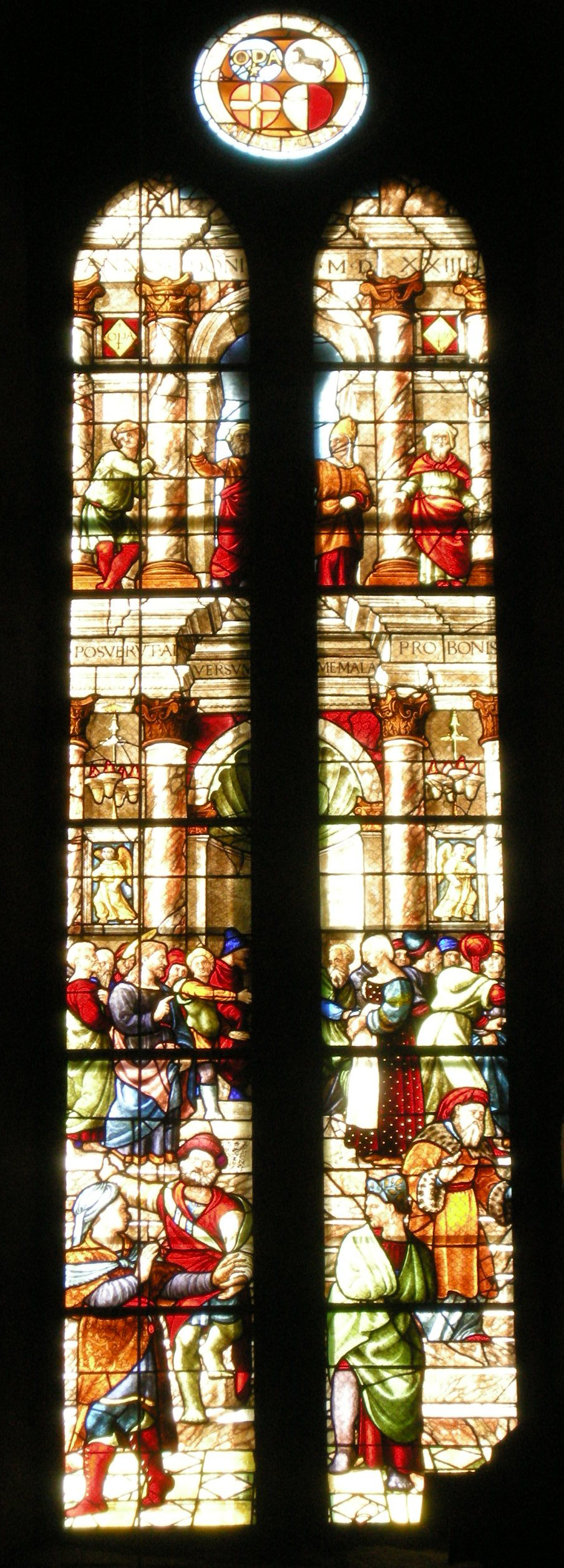
Le Christ et la Femme adultère
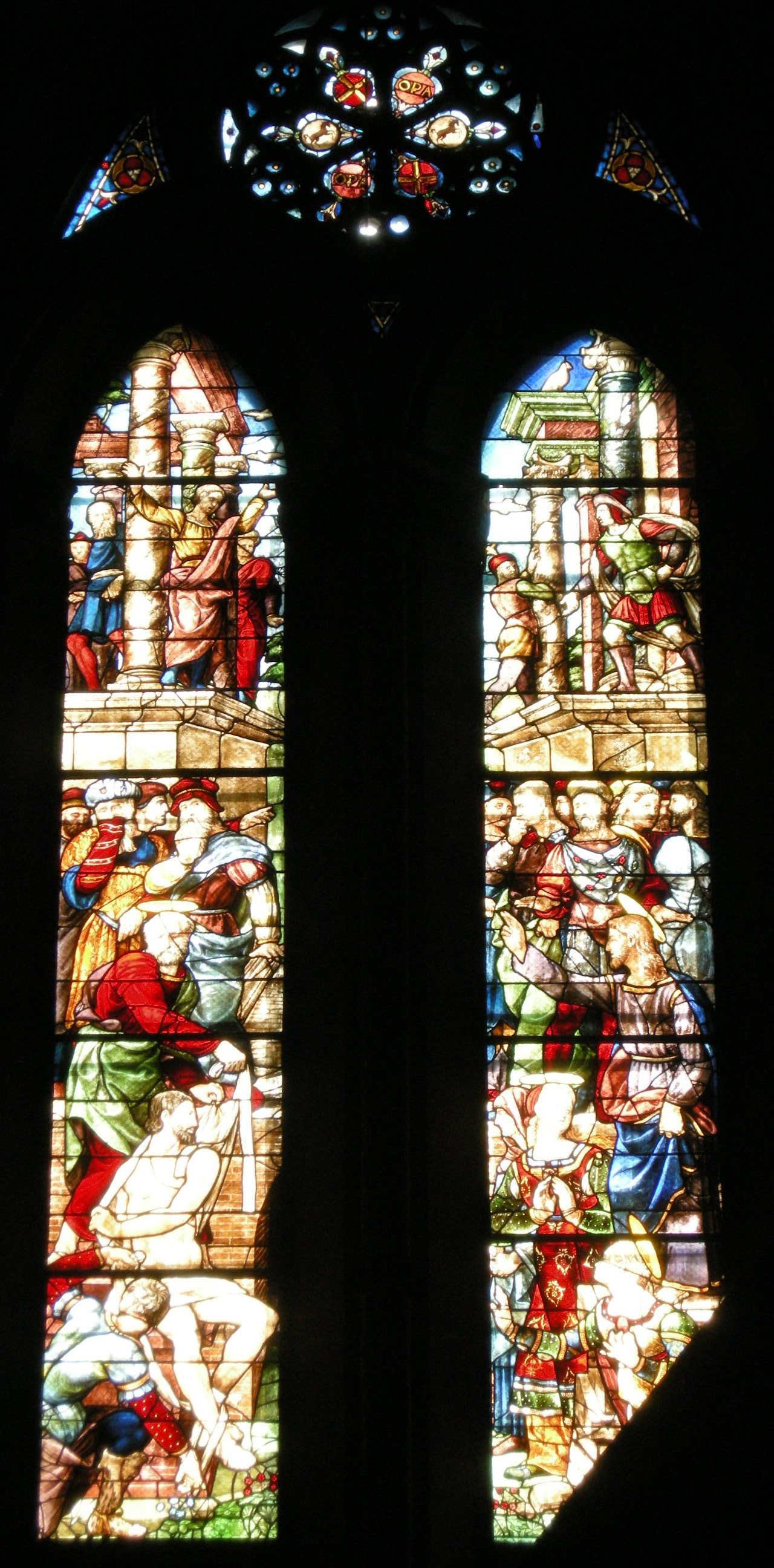
La Résurrection de Lazare
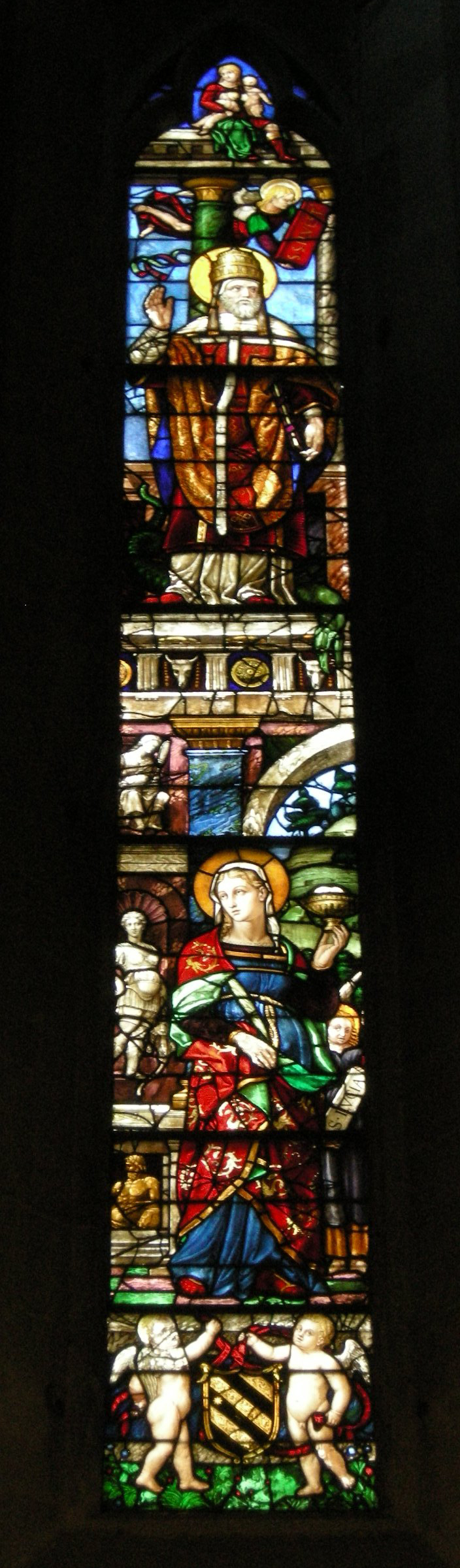
Saint Sylvestre et Sainte Lucie

## Sources
- (it) Cet article est partiellement ou en totalité issu de l’article de Wikipédia en italien intitulé « Duomo di Arezzo » (voir la liste des auteurs).